# Сан Фелипе де Пуерто Плата
Сан Фелипе де Пуерто Плата (на испански: San Felipe de Puerto Plata) — град и община и курорт в Доминиканската република, столица на провинция Пуерто Плата. Граничи с общини: Луперон, Имберт и Алтамира на запад, Вийя-Монтелано и Сосуа на изток, а също с провинции Еспайят и Сантяго на юг. От северната страна се мие от водите на Атлантическия океан. Сан Фелипе де Пуерто Плата разположен на 215 км от столицата на страната Санто Доминго.

## История
Известен със своите пясъчни плажове. Той е сред първите градове основани от европейците в Новия свят. През първите си години като испанска колония, селището се счита за една от главните търговски пристанища на острова. Постепенно значението му на пристанище отслабва, което се дължи предимно на зачестилите пиратски нападения. През 1865 г. започва възстановяването на града след войната за независимост, които почти са го унищожили. Тогава са построени красиви сгради във Викториански стил. Голяма част от тях са запазени и до днес в историческата част, наречена Колониална зона. Крепостта „Форталеза Сан Фелипе“ датира от XVI век. Нейният строеж е поръчан от испанския крал Филипе II, за да защити крепостта от набезите на корсарите. В наши дни крепостта е превърната в музей, в който са изложени военни приспособления от XVIII и XIX век. „Кехлибареният музей“ е друга една забележителност на града.
Символът на този град е на върха Пико Изабел де Торес – там ръце е разперила имитация на прочутата статуя на Исус Христос в Рио де Жанейро. В основата и е разположена забележителна ботаническа градина. Въженият лифт до върха е единствен по рода си в Карибския регион. Авторът на националния химн – Емилио Прюдом е роден в града.

## Забележителности
- Форт Сан Фелипе

## Известни личности
- Грегорио Луперон (1839—1897), военен и политически деятел – президент (1879—1880)
- Улисес Еро (1845—1899) – президент (1882—1884; 1887—1889; 1889—1899)
- Карлос Фелипе Моралес (1868—1914) – президент (1903—1906)
- Едуардо Брито (1906—1946), оперен певец
- Антонио Имберт Барера (род. 1920), военен и политически деятел – президент (1965)
- Ел Хорфърд (род. 1986), баскетболист, център НБА „Атланта Хоукс“ от 2007 година
- Емилио Прюдом – автор на националния химн